# Franz Hinterstoisser

Franz Hinterstoisser (1908)

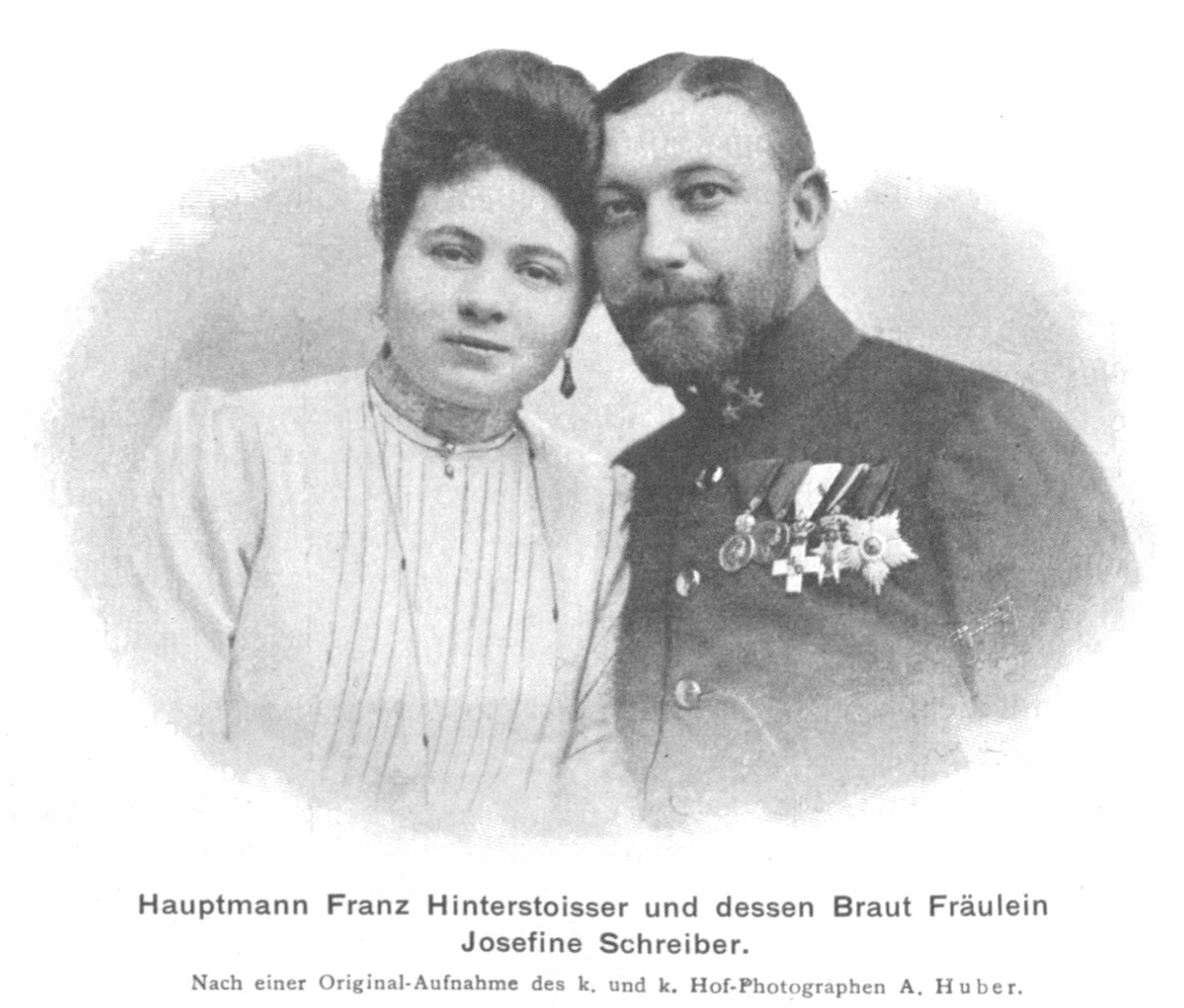
Franz Hinterstoisser mit seiner Braut Josefine Schreiber im Jahre 1903

Franz Hinterstoisser (* 28. April 1863 in Aigen (Salzburg); † 6. März 1933 in Wien) war Offizier der k.u.k. Armee, Militärschriftsteller und Pionier der österreichischen Luftfahrt.

## Werdegang
Seine militärische Ausbildung erhielt er an der Pionierkadettenschule in Hainburg an der Donau in Niederösterreich. Im ersten, noch vom Zivilisten Viktor Silberer abgehaltenen und vom 14. April 1890 bis zum 5. August 1890 dauernden „Militär-Aeronautischen Kurs“ im Wiener Prater erlernte er gemeinsam mit sieben weiteren Offizierskameraden das Ballonfahren.
Mit Viktor Silberer gründete er im Jahr 1901 den Wiener Aero-Club, der später der Österreichische Aero-Club wurde.
Gemeinsam mit Oberleutnant Josef Trieb hielt er beim Arsenal in Wien als erstem Standort des Militär-Aeronautischen Instituts ab dem 20. August 1893 den ersten rein militärischen Ballonführer-Kurs ab. Erst im Jahr 1907 legte er selbst die Ballonführerprüfung und 1908 jene für Lenkballons ab.
Um 1908 setzte sich Franz Hinterstoisser in seinen Funktionen als Vizepräsident des Österreichischen Aero-Clubs und als Kommandant der k.u.k. Militär-Aeronautischen Anstalt in Fischamend für die Anschaffung von Luftschiffen ein und hatte damit auch Erfolg, nachdem Kommerzialrat Camillo Castiglioni und Generaldirektor Ingenieur Alexander Cassinone (beide ebenfalls Vizepräsidenten des Aero-Clubs) finanzielle Angebote vorgelegt hatten, die von der Heeresverwaltung schließlich angenommen wurden.
Mit dem Gemeinderatsbeschluss von 11. Juni 1909, das erste österreichische Flugfeld anzulegen, leistete Wiener Neustadt einer gemeinsamen Anregung von Viktor Silberer und Franz Hinterstoisser Folge.
Verheiratet war Franz Hinterstoisser mit Josefine Hinterstoisser, auch diese war seit dem 15. Mai 1911 eine Ballonführerin. Sein Bruder Hermann Joseph Hinterstoisser war ursprünglich Militärarzt in Wien, quittierte aber 1892 den militärischen Dienst und war unter anderem auch Mitglied des Obersten Sanitätsrats in Wien. Sein Grab befindet sich auf dem Döblinger Friedhof (Gruppe 6, Nr. 5).

### Leistungen
- Zwischen 1898 und 1903 und nochmals von 1907 bis 1912 war er Kommandant des Militäraeronautischen Instituts.
- Am 7. März 1901 war Franz Hinterstoisser gemeinsam mit Viktor Silberer Mitbegründer des Wiener Aero Clubs, des späteren Österreichischen Aero Clubs, dessen 1. Vizepräsident und Ehrenmitglied er war.
- Josefine Hinterstoisser wurde im Sommer 1911 durch ihre eineinviertelstündige, vom Wiener Prater nach Rauchenwarth führende Alleinfahrt mit dem Ballon Radetzky die erste österreichische Luftpilotin.[3]

## Auszeichnungen
1931 erhielt er für über 150 Ballonfahrten vom Österreichischen Aero Club die Goldene Sportmedaille.

## Würdigung
Im Jahr 1967 wurde der Fliegerhorst Hinterstoisser in Zeltweg (Steiermark) nach ihm benannt, auf dem er im Jahr 1902 nach seiner ersten Alpenüberquerung in der Nähe mit seinem Ballon gelandet war.